# Фемінізація (біологія)
Фемінізація в біології (від лат. femina – жінка, самка) – розвиток у особин чоловічої статі вторинних жіночих статевих ознак, зазвичай пов'язане з порушеннями діяльності  залоз внутрішньої секреції. Протилежне явище – маскулінізація або вірилізація.

## Фемінізація у тварин
Спостерігається у самців риб, земноводних, птахів, ссавців. Експериментально даний стан може спостерігатися у кастрованих самців шляхом трансплантації яєчників або введенням естрогенів – жіночих статевих гормонів. Наприклад, в досліді, проведеному М. М. Завадовський в 1920 роках, після трансплантації яєчника кастрованим півням у них відзначалася поява оперення і статевих інстинктів, характерних для курки. Аналогічно, у кастрованих самців ссавців під впливом трансплантованого яєчника або введення гормонів-естрогенів відбувається розвиток молочних залоз, з'являється жіночий статевий інстинкт.

## Фемінізація у людини
Причиною фемінізації у людини є надлишок естрогенів або резистентність органів-мішеней до гормонів-андрогенів. Тимчасові ознаки фемінізації можуть з'явитися у хлопчиків, які нормально розвиваються, під час періоду статевого дозрівання. У людини фемінізація проявляється в появі оволосіння за жіночим типом, появі характерного для жінок розподілу жирової клітковини, збільшенням молочних залоз, зміною тембру голосу тощо.